# Seres Lajos (sakkozó)
Seres Lajos (Kisköre, 1973. december 8. –) magyar sakkozó, nemzetközi nagymester.

## Pályafutása
1986-ban a 13 éves fiúk országos bajnokságán 1. helyezést ért el, az Országos Diákolimpián a 3. korcsoport bajnoka lett.
1990-ben részt vett az U18 korosztályos ifjúsági sakkvilágbajnokságon, 1991-ben az U20 korosztály számára kiírt junior sakkvilágbajnokságon.
1995-ben lett nemzetközi mester, 2003-ban szerezte meg a nemzetközi nagymesteri címet. A nagymesteri normát 2002-ben Egerben és 2003-ban Alusztában teljesítette.
A 2016. júniusban érvényes Élő-pontértéke a klasszikus sakkban 2390, rapidsakkban 2461, villámsakkban 2362. A magyar ranglistán az aktív játékosok között a 73. helyen állt. Legmagasabb pontértéke a 2003. októberben elért 2510 volt.

## Kiemelkedő versenyeredményei
- Több alkalommal szerzett 1. helyet a First Saturday versenyeken Budapesten: FS04 IM (1996), FS02 IM-B (2000), 2001-ben 3 alkalommal: FS02 IM-A, FS07 IM-A, FS08 IM-B; valamint FS07 GM (2002)
- 1. helyezés: Narancs Kupa Eger (1993)
- 1. helyezés: Salgótarján (1998)
- 1. helyezés: Balatonlelle(2001)
- 1. helyezés: Nicosia (2001)
- 1-3. helyezés: Bagneux (2002)[5]
- 1-2. helyezés: Eger (2002)
- 1. helyezés Aluszta (2003)[6]
- 1-2. helyezés: Aluszta (2003)[7]
- 1. helyezés: Saarlouis (2004)[8]
- 1-3. helyezés: Heves (2005)[9]
- 3. helyezés: FS04 GM Budapest (2006)[10]
- 1-3. helyezés: Balatonlelle GM (2008) )[11]
- 2. helyezés: Berekfürdő (2010)[12]
- 1-2. helyezés: Berekfürdő (2011)[13]
- 1. helyezés: Nemzetközi Pénzügyőr torna (2012)[14][15]
- 2. helyezés: FS10 GM (2013)[16]